# Winstrike Team
Winstrike Team — российская мультигейминговая киберспортивная организация. Имела подразделения по таким кибердисциплинам как Counter-Strike: Global Offensive, Dota 2, FIFA и Rainbow 6 Siege. Ранее организация также была представлена составами по Overwatch, PUBG и Fortnite.
Организация прекратила существование в 2019 году в связи с долгами, однако в 2023 году вернулась и подписала состав по Warface и Standoff 2.

## Counter-Strike: Global Offensive
20 июня 2018 года Winstrike Team покупает состав Quantum Bellator Fire по дисциплине Counter-Strike: Global Offensive. Это послужило началом подразделения по этой игре.
21 сентября 2018 года, после неудачного выступления на FACEIT Major 2018, организация отправляет на скамейку запасных Никиту «waterfaLLZ» Матвеева, Григория «balblna» Олейника, Савелия «jmqa» Брагина, Ауримаса «Kvik» Квакшиса. Спустя немного больше месяца, 19 октября, организация покупает у Flipsid3 Tactics Георгия «WorldEdit» Яскина и Яна «wayLander» Рахконена. Также Ауримас «Kvik» Квакшис вернулся в основной состав. Пятым игроком состава становится Давид «n0rb3r7» Даниелян, ранее также проходивший просмотр во Flipsid3.
22 ноября 2018 года Григорий «balblna» Олейник стал свободным агентом.
10 декабря 2018 года Winstrike Team расторгла контракт с Никитой «waterfaLLZ» Матвеевым.
26 декабря 2018 года на роль помощника тренера в организацию приходит Даниил «pipsoN» Мещеряков.
14 марта 2019 года свой пост покидает главный тренер Дмитрий «iksou» Михайличенко. Вакантное занимает его бывший помощник «pipsoN».
26 марта 2019 года Владислав «bondik» Нечипорчук заменяет в основном составе Яна «wayLander» Рахконена.
20 мая 2019 года организация объявила о смене тренера состава. На место Даниила «pipsoN» Мещерякова пришёл Иван «Johnta» Шевцов.
28 мая 2019 года Алексей «Elian» Гусев занимает позицию в составе Георгия «Worldedit» Яскина.
29 мая 2019 года Natus Vincere и Team Winstrike объявляют о переходе Кирилл «Boombl4» Михайлов в украинскую организацию. На его место в аренду у Na’Vi взят Иоанн «Edward» Сухарев. Генеральный директор Team Winstrike Ярослав Комков заявил, что трансфер Кирилла стал самым дорогим в истории российского киберспорта.
7 сентября 2019 года Иоанн Сухарев, после окончании аренды, переходит в запас Natus Vincere.
1 октября 2019 года Давид «n0rb3r7» Даниелян отправляется в запас, а позже был выкуплен организации Syman Gaming на правах аренды.
7 октября 2019 года к команде присоединились Айдын «Krizzen» Турлыбеков, Виктор «Lack1» Болдырев и Абай «Hobbit» Хасенов.
25 декабря 2020 года появляется новость о том, что Владислав «bondik» Нечипорчук и Айдын «Krizzen» Турлыбеков покинут Winstrike и с 31 декабря получат статус свободных агентов.
16 января 2021 года к команде присоединяются бывшие игроки Hard Legion Владислав «Krad» Кравченко и Игорь «Forester» Безотеческий.
31 марта 2021 года тренер команды Дмитрий «hooch» Богданов заявил в своём Twitter о расторжении контрактов всей CS:GO команды с Winstrike «по причине систематических нарушений контрактных обязательств со стороны организации». Позже команду подпишет чешская организация Entropiq.

### Прежние игроки
|              | Ник        | Полное имя           | Перешёл в         |
| ------------ | ---------- | -------------------- | ----------------- |
| Россия       | n0rb3r7    | Давид Даниелян       | Syman Gaming      |
| Флаг Украины | Edward     | Иоанн Сухарев        | Инактив           |
| Флаг Литвы   | Kvik       | Ауримас Кваксус      |                   |
| Россия       | waterfaLLZ | Никита Матвеев       | EXTREMUM          |
| Россия       | balblna    | Григорий Олейник     | EXTREMUM          |
| Россия       | jmqa       | Савелий Брагин       | Lan Dodgers       |
| Россия       | wayLander  | Ян Рахконен          | Pro100            |
| Россия       | iksou      | Дмитрий Михайличенко | EXTREMUM          |
| Россия       | WorldEdit  | Георгий Яскин        | Pro100            |
| Россия       | BoombI4    | Кирилл Михайлов      | Natus Vincere     |
| Казахстан    | Hobbit     | Абай Хасенов         | Gambit Youngsters |
| Казахстан    | Krizzen    | Айдын Турлыбеков     |                   |
| Украина      | bondik     | Владислав Нечипорчук |                   |
| Казахстан    | Lack1      | Виктор Болдырев      | Entropiq          |
| Россия       | El1an      | Алексей Гусев        | Entropiq          |
| Россия       | NickelBack | Алексей Трофимов     | Entropiq          |
| Россия       | Krad       | Владислав Кравченко  | Entropiq          |
| Россия       | Forester   | Игорь Безотеческий   | Entropiq          |

#### Прежние тренеры
|              | Ник    | Полное имя           | Перешёл в |
| ------------ | ------ | -------------------- | --------- |
| Россия       | iksou  | Дмитрий Михайличенко | EXTREMUM  |
| Россия       | pipsoN | Даниил Мещеряков     | pro100    |
| Флаг Украины | Johnta | Иван Шевцов          | Project X |
| Россия       | hooch  | Дмитрий Богданов     | Entropiq  |

### Достижения
Только на турнирах с призовым фондом выше 40 000 $
Жирным выделены турниры серии Major.
| Место   | Турнир                          | Место проведения | Дата проведения       | Призовые | Прим.  |
| 2018    | 2018                            | 2018             | 2018                  | 2018     |        |
| ------- | ------------------------------- | ---------------- | --------------------- | -------- | ------ |
| 7 — 8   | ZOTAC Cup Masters 2018 — Europe | Милан            | 22 — 24 июня          | —        | [ 18 ] |
| 3       | MID.TV Cyber Cup                | Москва           | 28 — 29 июля          | 1 970 $  | [ 19 ] |
| 15 — 16 | FACEIT Major: London 2018       | Лондон           | 12 — 23 сентября      | 8 750 $  | [ 20 ] |
| 2019    |                                 |                  |                       |          |        |
| 3       | CIS Minor: IEM Katowice 2019    | Катовице         | 16 — 20 января        | 5 000 $  | [ 21 ] |
| 9 — 10  | WePlay! Lock and Load           | online           | 30 января — 3 февраля | —        | [ 22 ] |
| 17 — 19 | IEM Katowice 2019               | Катовице         | 13 февраля — 3 марта  | —        | [ 23 ] |

## Dota 2
20 июня 2018 года, организация подписывает состав по Dota 2 у организации FlyToMoon.
1 октября 2018 года, Александр «NoFear» Чурочкин был отправлен в запас из-за неудовлетворительных результатов.
23 января 2019 года, в команду был приглашен Михаил «Misha» Агатов. Он заменил Андрея «ALWAYSWANNAFLY» Бондаренко.
30 января 2019 года, к основному составу присоединился Даниял «yamich» Лазебный. До этого Даниял три месяца был стендином.
В марте 2022 года киберспортивная организация Winstrike Team объявила о заморозке состава по Dota 2. Все игроки команды перешли в статус свободных агентов. 18 апреля букмекерская компания BetBoom сообщила о подписании состава по Dota 2, которые ранее выступали в Winstrike Team.

### Состав
|                 | Ник             | Полное имя           | Роль                 | Дата вступления |
| Основной состав | Основной состав | Основной состав      | Основной состав      | Основной состав |
| --------------- | --------------- | -------------------- | -------------------- | --------------- |
| Россия          | dyrachyo        | Антон Шкредов        | 1                    | 04.01.2021      |
| Россия          | re1bl           | Максим Афанасьев     | 2                    | 20.07.2020      |
| Беларусь        | chshrct         | Евгений Кастрама     | 3                    | 04.01.2021      |
| Россия          | yamich          | Даниял Лазебный      | 4                    | 20.07.2020      |
| Беларусь        | Pantomem        | Никита Балаганин     | 5                    | 04.01.2021      |
| Тренер          |                 |                      |                      |                 |
| Россия          | Ahilles         | Тимур Кульмухамбетов | Тимур Кульмухамбетов | 20.07.2020      |

#### Инактив
|              | Ник     | Полное имя         | Дата       |
| ------------ | ------- | ------------------ | ---------- |
| Флаг Украины | чикиряу | Станислав Яросевич | 20.07.2020 |

## Overwatch
1 августа 2018 года, Winstrike подписывает состав CIS Hope.
8 февраля 2019 года, состав был распущен по обоюдному согласию. Причиной послужило «неоднозначное положение игроков в экосистеме Overwatch Contenders». Принадлежность игрока к какой-либо организации и делают игрока непривлекательным для академий, а это затрудняет его продвижение в Overwatch League.
Олег Сукалкин, операционный директор Winstrike Team:

Как показала практика, академии команд Overwatch League ограничены в бюджете и предпочитают подписывать свободных агентов, которых не требуется выкупать у текущей организации. Это обстоятельство вкупе с низкой экономической эффективностью состава в Overwatch Contenders побудило нас расстаться с командой. Это тот случай, когда обе стороны больше приобретут от прекращения сотрудничества, чем потеряют. Мы не хотим препятствовать нашим игрокам двигаться по «карьерной лестнице» Overwatch и желаем им удачи в будущем!

### Состав на момент закрытия
|                 | Ник     | Полное имя       | Дата вступления |
| Капитан         | Капитан | Капитан          | Капитан         |
| --------------- | ------- | ---------------- | --------------- |
| Россия          | Engh    | Андрей Шолохов   | 01.08.2018      |
| Основной состав |         |                  |                 |
| Флаг Украины    | kensi   | Артём Будяк      | 01.08.2018      |
| Россия          | uNFixed | Андрей Леонов    | 01.08.2018      |
| Россия          | txao    | Илья Макаров     | 01.08.2018      |
| Флаг Латвии     | Sharyk  | Нормунд Фатеринс | 01.08.2018      |
| Россия          | Mayn    | Александр Мухин  | 01.08.2018      |

## PlayerUnknown’s Battlegrounds
22 января 2019 года организация подписала финскую четверку игроков по PUBG.

### Состав
|                | Ник    | Полное имя      | Дата вступления |
| -------------- | ------ | --------------- | --------------- |
| Флаг Финляндии | NOOKIE | Тиму Кокко      | 22.01.2019      |
| Флаг Финляндии | Teme   | Йона Нярвяннен  | 22.01.2019      |
| Флаг Финляндии | Jorzki | Йонас Перманто  | 22.01.2019      |
| Флаг Финляндии | Tiikzu | Олли Саарикоски | 22.01.2019      |